# Koladevi, Mulbagal
Koladevi là một làng thuộc tehsil Mulbagal, huyện Kolar, bang Karnataka, Ấn Độ.